# 24168 Hexlein
24168 Hexlein este un asteroid din centura principală de asteroizi.

## Descriere
24168 Hexlein este un asteroid din centura principală de asteroizi. A fost descoperit pe 29 noiembrie 1999 la Observatorul Starkenburg din Heppenheim. Asteroidul prezintă o orbită caracterizată de o semiaxă mare de 2,47 ua, o excentricitate de 0,13 și o înclinație de 8,4° în raport cu ecliptica.